# Ryōma Baba
Ryōma Baba (馬場 良馬 Baba Ryōma?,  Prefectura de Chiba, Japón, 15 de diciembre de 1984) es un actor japonés, afiliado a Toki Entertainment. Es principalmente conocido por interpretar a Ryūji Iwasaki/Blue Buster en la serie Tokumei Sentai Go-Busters y a Arata Misu en Takumi-kun Series.

## Biografía
Baba nació el 15 de diciembre de 1984 en la prefectura de Chiba, Japón. Solía trabajar como cazatalentos para su oficina de entretenimiento local. En abril de 2008, se hizo conocer como actor tras aparecer en el drama televisivo Tokyo Ghost Trip. El mismo año, Baba realizó cinco apariciones como Kunimitsu Tezuka en los musicales de The Prince of Tennis. Más adelante, trabajaría tanto en teatro como en películas. 
En 2010, Baba interpretó a Arata Misu en la película Takumi-kun Series 3: Bibō no Detail, basada en las novelas homónimas de Shinobu Gotō. Más tarde ese mismo año, volvería a interpretar a Misu en Takumi-kun Series 4: Pure, esta vez como personaje principal. En 2011, nuevamente interpretó a Misu en la última película de la franquicia, Takumi-kun Series 5: Ano, Hareta Aozora. En 2011, Baba también obtuvo el papel principal en la película Crazy-ism. La película fue exhibida oficialmente en el 35° Festival de Cine Mundial de Montreal "Focus on World Cinema Department". En 2012, Baba interpretó a Ryūji Iwasaki/Blue Buster en la serie Tokumei Sentai Go-Busters.
El 24 de abril de 2018, se anunció que Baba sería suspendido de sus actividades artísticas durante un período de tres meses tras haberse descubierto que cometió "actos contrarios a los principios de fidelidad hacia Toki Entertainment". Baba también publicó comentarios pidiendo disculpas por sus acciones. Aunque no se aclararon los detalles, se dijo que no fue un acto criminal.

## Filmografía

### Televisión
- Tokyo Ghost Trip (2008, Tokyo MX) como Gosuzu Kitano
- Here Is Greenwood (2008, Tokyo MX) como Nagata
- Tokumei Sentai Go-Busters (2012, TV Asahi) como Ryūji Iwasaki/Blue Buster
- Wednesday Mystery 9 (2015, TV Tokyo) como Shirō Kazmi/Kunio Sanson
- Doyo Wide Gekijo: Kyōto Ninjō Sōsa File (2015, TV Tokyo) como Hiroshi Yamazaki
- Shuriken Sentai Ninninger (2015, TV Tokyo) como Kiroku Ise
- Hakuōki (2015, Tokyo MX 2) como Keisuke Yamanami
- Sumika Sumire (2016, TV Tokyo)
- Jinrui gakusha Misaki Kumiko no satsujin kantei (2016, TV Tokyo) como Tetsupei Miyamura
- Kamen Rider Amazons (2016, Tokyo MX) como Ryūsuke Ōtaki
- Yowamushi Pedal (2016-17, BS Sukapā!) como Yūsuke Makishima
- Kokku keibu no bansan-kai (2016, TBS) como Junya Narabe
- Tokuchou no Onna: Kokuzeikyoku tokubetsu chōsa-bu (2017, Fuji TV) como Yutaka Hōshō

### Películas
- Touch (2005)
- Takumi-kun Series 3: Bibō no Detail (2010) como Arata Misu
- Local Boys! (2010) como Yūtarō Miura
- Takumi-kun Series 4: Pure (2010) como Arata Misu
- Crazy-ism (2011) como Tatsuya Kitazawa
- Takumi-kun Series 5: Ano, Hareta Aozora (2011) como Arata Misu
- Gekiatsu: Manatsu no Echūdo (2011) como Tasuke Sakurai
- Toshi rei densetsu kasoke-ko (2011) como Ken Nojima
- Assassin (2011) como Ryō Hanashiro
- Miss Boys!: Kessen wa Kōshien!?-hen (2011) como Jō Moroboshi
- Miss Boys!: Yūjō no Yukue-hen (2011) como Jō Moroboshi
- Kaizoku Sentai Gokaiger vs. Space Sheriff Gavan: The Movie (2012) como Blue Buster (voz)
- Fujimi Orchestra (2012) como Policía
- Kamen Rider × Super Sentai: Super Hero Taisen (2012) como Ryuji Iwasaki/Blue Buster
- Tokumei Sentai Go-Busters the Movie: Protect the Tokyo Enetower! (2012) como Ryuji Iwasaki/Blue Buster
- Tokumei Sentai Go-Busters vs. Kaizoku Sentai Gokaiger: The Movie (2013) como Ryuji Iwasaki/Blue Buster
- Kamen Rider × Super Sentai × Space Sheriff: Super Hero Taisen Z (2013) como Ryuji Iwasaki/Blue Buster
- Hanako-san (2013) como Tatsuya Saeki
- Zyuden Sentai Kyoryuger vs. Go-Busters: The Great Dinosaur Battle! Farewell Our Eternal Friends (2014) como Ryuji Iwasaki/Blue Buster
- Futari no Uketorinin (2018)